# Puchar Walii w piłce nożnej
Puchar Walii w piłce nożnej (wal. Cwpan Cymdeithas Pêl-droed Cymru, ang. Welsh Cup) – cykliczne rozgrywki piłkarskie o charakterze pucharu krajowego w Walii. Są jedne z najstarszych rozgrywek klubowych na świecie. Organizowane co sezon przez Walijski Związek Piłki Nożnej (FAW) i przeznaczone są dla krajowych klubów piłkarskich. Najważniejsze po Cymru Premier piłkarskie rozgrywki w kraju. Triumfator danej edycji Pucharu zyskuje prawo reprezentowania swego kraju w następnej edycji Ligi Konferencji Europy.

## Historia

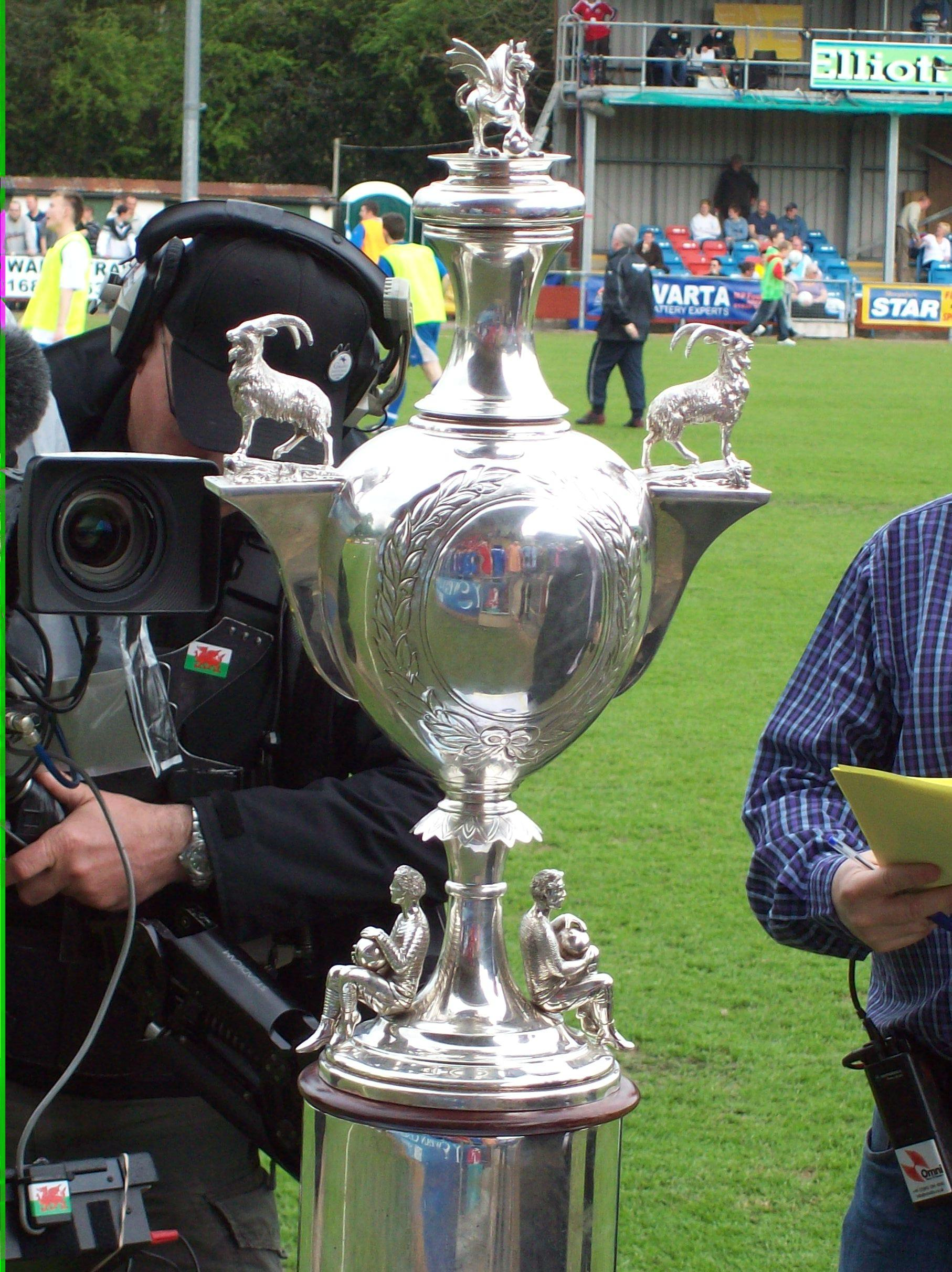
Puchar Walii prezentowany przed meczem finałowym w 2008 roku

Pierwsza edycja Pucharu Walii miała miejsce w sezonie 1877/78. Zwyciężył klub Wrexham.
Początkowo do turnieju przystępowały kluby z północy Walii, gdyż na Południu bardziej popularne były zawody rugby. Pierwszą drużyną z południowej części był zespół Cardiff City, który przystąpił do rozgrywek w 1912 roku.
Zwycięzca w turnieju do 1999 roku miał zapewnione miejsce w rozgrywkach o Puchar Zdobywców Pucharów. Następnie po ich likwidacji przystępował do walki o Puchar UEFA, a od 2009 w Lidze Europy.
Sześć walijskich drużyn, występujących także w angielskich ligach (Cardiff City, Swansea City, Newport County, Wrexham, Colwyn Bay i Merthyr Town), które odniosły sukces w turnieju, od 1995 roku nie mogły przystąpić do rozgrywek o Puchar Zdobywców Pucharów. W efekcie w następnej edycji Pucharu Walii wystąpiły drużyny zrzeszone jedynie w Walijskim Związku Piłkarskim (wal. Football Association of Wales), jednak 20 kwietnia 2011 federacja zaproponowała wyżej wymienionym klubom powrót do rozgrywek o Puchar Walii.
Ostatnim angielskim klubem, który zdobył Puchar Walii był Hereford United.

## Format
Format rozgrywek był wiele razy zmieniany. W rozgrywkach uczestniczą 243 kluby występujące w Mistrzostwach Walii. Od 1995 roku w pucharze zabroniony jest udział klubów, które nie wchodzą w skład lig piłkarskich Walii (angielskich, chociaż kluby walijskie grają również w ligach angielskich). Obecnie wszystkie rywalizacje od rundy wstępnej do finału odbywają się systemem play-off (przegrywający odpada). W wypadku kiedy w regulaminowym czasie gry padł remis zarządza się dogrywkę, a jeśli i ona nie przyniosła rozstrzygnięcia, to dyktowane są rzuty karne. Zwycięzca kwalifikuje się do dalszych gier, a pokonany odpada z rywalizacji. Od sezonu 2010/11 rozgrywki składają się z 9 etapów: rundy wstępnej (pierwszej i drugiej) eliminacyjnej, rundy 1-4, ćwierćfinałów, półfinałów i finału. Mecz finałowy rozgrywany jest na różnych obiektach, choć zazwyczaj był to stadion Cardiff City Stadium w Cardiff.

## Zwycięzcy i finaliści
| Sezon                                                               | K                 | K                                              | T  | Zwycięzca               | Wynik            | Finalista               | Data, miejsce                                              | Br. | Król strzelców | Uwagi                                                          |
| Puchar Walii w piłce nożnej (wal. Cwpan Cymdeithas Pêl-droed Cymru) |                   |                                                |    |                         |                  |                         |                                                            |     |                |                                                                |
| 1877/78                                                             |                   |                                                | 1  | Wrexham                 | 1:0              | Druids                  | 30.03.1878, Acton Park Wrexham, 1.500                      |     |                | 19 klubów                                                      |
| 1878/79                                                             |                   |                                                | 1  | Newtown White Star      | 1:0              | Wrexham                 | 29.03.1879, the Cricket Field, Oswestry, 2.500             |     |                | 19 klubów                                                      |
| 1879/80                                                             |                   |                                                | 1  | Druids                  | 2:1              | Ruthin                  | 13.03.1880, Racecourse Ground, Wrexham, 4.000              |     |                | 19 klubów                                                      |
| 1880/81                                                             |                   |                                                | 2  | Druids                  | 2:0              | Newtown White Star      | 26.03.1881, Racecourse Ground, Wrexham, 4.000              |     |                | 15 klubów                                                      |
| 1881/82                                                             |                   |                                                | 3  | Druids                  | 5:0              | Northwich Victoria      | 8.04.1882, Racecourse Ground, Wrexham, 2.000               |     |                | 23 kluby                                                       |
| 1882/83                                                             |                   |                                                | 2  | Wrexham                 | 1:0              | Druids                  | 21.04.1883, Racecourse Ground, Wrexham, 2.000              |     |                | 22 kluby                                                       |
| 1883/84                                                             |                   |                                                | 1  | Oswestry White Star     | 0:0              | Druids                  | 5.04.1884, Racecourse Ground, Wrexham, 2.000               |     |                | 22 kluby                                                       |
| 1883/84                                                             | 1:0 (powt.)       | 14.04.1884, Racecourse Ground, Wrexham, 3.000  | 1  | Oswestry White Star     |                  | Druids                  |                                                            |     |                | 22 kluby                                                       |
| 1884/85                                                             |                   |                                                | 4  | Druids                  | 1:1              | Oswestry White Star     | 7.03.1885, Racecourse Ground, Wrexham, 2.000               |     |                | 18 klubów                                                      |
| 1884/85                                                             | 3:1 (pd.) (powt.) | 14.04.1885, Racecourse Ground, Wrexham, 2.000  | 4  | Druids                  |                  | Oswestry White Star     |                                                            |     |                | 18 klubów                                                      |
| 1885/86                                                             |                   |                                                | 5  | Druids                  | 4:0              | Newtown                 | 3.04.1886, Racecourse Ground, Wrexham, 3.000               |     |                | 24 kluby                                                       |
| 1886/87                                                             |                   |                                                | 1  | Chirk AAA               | 2:1              | Davenham                | 16.04.1887, Nantwich Road, Crewe, 1.500                    |     |                | 26 klubów                                                      |
| 1887/88                                                             |                   |                                                | 2  | Chirk AAA               | 5:0              | Newtown                 | 5.05.1888, Chester Road, Wrexham, 3.000                    |     |                | 25 klubów                                                      |
| 1888/89                                                             |                   |                                                | 1  | Bangor                  | 2:1              | Northwich Victoria      | 22.04.1889, Racecourse Ground, Wrexham, 4.000              |     |                | 24 kluby                                                       |
| 1889/90                                                             |                   |                                                | 3  | Chirk AAA               | 1:0              | Wrexham                 | 19.04.1890, Racecourse Ground, Wrexham, 3.500              |     |                | 26 klubów                                                      |
| 1890/91                                                             |                   |                                                | 1  | Shrewsbury Town         | 5:2              | Wrexham                 | 31.03.1891, the Cricket Field, Oswestry, 3.000             |     |                | 28 klubów                                                      |
| 1891/92                                                             |                   |                                                | 4  | Chirk AAA               | 2:1              | Westminster Rovers      | 18.04.1892, Racecourse Ground, Wrexham, 4.500              |     |                | 25 klubów                                                      |
| 1892/93                                                             |                   |                                                | 3  | Wrexham                 | 2:1              | Chirk AAA               | 3.04.1893, the Cricket Field, Oswestry, 5.000              |     |                | 23 kluby                                                       |
| 1893/94                                                             |                   |                                                | 5  | Chirk AAA               | 2:0              | Westminster Rovers      | 25.03.1894, Wynnstay Park, Ruabon, 3.000                   |     |                | 24 kluby                                                       |
| 1894/95                                                             |                   |                                                | 2  | Newtown                 | 3:2              | Wrexham                 | 15.04.1895, Welshpool, 5.000                               |     |                | 31 klub                                                        |
| 1895/96                                                             |                   |                                                | 2  | Bangor                  | 3:0              | Wrexham                 | 6.04.1896, Council Field, Llandudno, 7.000                 |     |                | 29 klubów                                                      |
| 1896/97                                                             |                   |                                                | 4  | Wrexham                 | 2:0              | Newtown                 | 19.04.1897, the Cricket Field, Oswestry, 6.000             |     |                | 30 klubów                                                      |
| 1897/98                                                             |                   |                                                | 6  | Druids                  | 1:1              | Wrexham                 | 10.04.1898, the Cricket Field, Oswestry, 4.500             |     |                | 31 klub                                                        |
| 1897/98                                                             | 2:1 (powt.)       | 30.04.1898, the Cricket Field, Oswestry, 1.500 | 6  | Druids                  |                  | Wrexham                 |                                                            |     |                | 31 klub                                                        |
| 1898/99                                                             |                   |                                                | 7  | Druids                  | 2:2              | Wrexham                 | 11.04.1899, Hand Field, Chirk, 4.000                       |     |                | 31 klub                                                        |
| 1898/99                                                             | 1:0 (powt.)       | 15.04.1899, Hand Field, Chirk, 3.500           | 7  | Druids                  |                  | Wrexham                 |                                                            |     |                | 31 klub                                                        |
| 1899/00                                                             |                   |                                                | 1  | Aberystwyth Town        | 3:0              | Druids                  | 16.04.1900, the Cunnings, Newtown, 3.000                   |     |                | 25 klubów                                                      |
| 1900/01                                                             |                   |                                                | 1  | Oswestry United         | 1:0              | Druids                  | 8.04.1901, Racecourse Ground, Wrexham, 5.000               |     |                | 20 klubów                                                      |
| 1901/02                                                             |                   |                                                | 1  | Wellington Town         | 1:0              | Wrexham                 | 31.03.1902, Racecourse Ground, Wrexham, 6.000              |     |                | 20 klubów                                                      |
| 1902/03                                                             |                   |                                                | 5  | Wrexham                 | 8:0              | Aberaman Athletic       | 13.04.1903, Racecourse Ground, Wrexham, 5.500              |     |                | 24 kluby                                                       |
| 1903/04                                                             |                   |                                                | 8  | Druids                  | 3:2              | Aberdare Athletic       | 4.04.1904, Racecourse Ground, Wrexham, 6.500               |     |                | 19 klubów                                                      |
| 1904/05                                                             |                   |                                                | 6  | Wrexham                 | 3:0              | Aberdare Athletic       | 24.04.1905, Racecourse Ground, Wrexham, 6.191              |     |                | 21 klub                                                        |
| 1905/06                                                             |                   |                                                | 2  | Wellington Town         | 3:2              | Whitchurch              | 16.04.1906, Racecourse Ground, Wrexham, 4.000              |     |                | 21 klub                                                        |
| 1906/07                                                             |                   |                                                | 3  | Oswestry United         | 2:0              | Whitchurch              | 1.04.1907, Racecourse Ground, Wrexham, 6.000               |     |                | 22 kluby                                                       |
| 1907/08                                                             |                   |                                                | 1  | Chester City            | 3:1              | Connah's Quay & Shotton | 20.04.1908, Racecourse Ground, Wrexham, 8.000              |     |                | 31 klub                                                        |
| 1908/09                                                             |                   |                                                | 7  | Wrexham                 | 1:0              | Chester City            | 12.04.1909, Racecourse Ground, Wrexham, 9.000              |     |                | 43 kluby                                                       |
| 1909/10                                                             |                   |                                                | 8  | Wrexham                 | 2:1              | Chester City            | 28.03.1910, Racecourse Ground, Wrexham, 10.000             |     |                | 54 kluby                                                       |
| 1910/11                                                             |                   |                                                | 9  | Wrexham                 | 6:0              | Connah's Quay & Shotton | 17.04.1911, Racecourse Ground, Wrexham, 3.000              |     |                | 43 kluby                                                       |
| 1911/12                                                             |                   |                                                | 1  | Cardiff City            | 0:0              | Pontypridd              | 8.04.1912, Ninian Park, Cardiff, 14.000                    |     |                | 51 klub                                                        |
| 1911/12                                                             | 3:0 (powt.)       | 18.04.1912, Ynys Field, Aberdare, 7.000        | 1  | Cardiff City            |                  | Pontypridd              |                                                            |     |                | 51 klub                                                        |
| 1912/13                                                             |                   |                                                | 1  | Swansea Town            | 0:0              | Pontypridd              | 19.04.1913, Ninian Park, Cardiff, 9.000                    |     |                | 62 kluby                                                       |
| 1912/13                                                             | 1:0 (powt.)       | 24.04.1913, Athletic Ground, Tonypandy, 8.319  | 1  | Swansea Town            |                  | Pontypridd              |                                                            |     |                | 62 kluby                                                       |
| 1913/14                                                             |                   |                                                | 10 | Wrexham                 | 0:0              | Llanelli                | 28.03.1914, Vetch Field, Swansea, 15.000                   |     |                | 60 klubów                                                      |
| 1913/14                                                             | 3:0 (powt.)       | 25.04.1914, the Cricket Field, Oswestry, 3.639 | 10 | Wrexham                 |                  | Llanelli                |                                                            |     |                | 60 klubów                                                      |
| 1914/15                                                             |                   |                                                | 11 | Wrexham                 | 1:1              | Swansea Town            | 10.04.1915, Racecourse Ground, Wrexham, 6.000              |     |                | 44 kluby                                                       |
| 1914/15                                                             | 1:0 (powt.)       | 25.04.1915, Ninian Park, Cardiff, 4.000        | 11 | Wrexham                 |                  | Swansea Town            |                                                            |     |                | 44 kluby                                                       |
| 1916-1919                                                           |                   |                                                |    |                         |                  |                         |                                                            |     |                | nie rozgrywano z powodu I wojny światowej                      |
| 1919/20                                                             |                   |                                                | 2  | Cardiff City            | 2:0              | Wrexham                 | 21.04.1920, Racecourse Ground, Wrexham, 6.618              |     |                | 60 klubów                                                      |
| 1920/21                                                             |                   |                                                | 12 | Wrexham                 | 1:1              | Pontypridd              | 16.04.1921, Ninian Park, Cardiff, 7.000                    |     |                | 94 kluby                                                       |
| 1920/21                                                             | 3:1 (powt.)       | 28.04.1921, Gay Meadow, Shrewsbury, 8.000      | 12 | Wrexham                 |                  | Pontypridd              |                                                            |     |                | 94 kluby                                                       |
| 1921/22                                                             |                   |                                                | 3  | Cardiff City            | 2:0              | Ton Pentre              | 4.05.1922, Taff Vale Park, Pontypridd, 8.000               |     |                | 105 klubów                                                     |
| 1922/23                                                             |                   |                                                | 4  | Cardiff City            | 3:2              | Aberdare Athletic       | 3.05.1923, Vetch Field, Swansea, 8.000                     |     |                | 79+ klubów                                                     |
| 1923/24                                                             |                   |                                                | 13 | Wrexham                 | 2:2              | Merthyr Town            | 30.04.1924, Taff Vale Park, Pontypridd, 4.500              |     |                | 89 klubów                                                      |
| 1923/24                                                             | 1:0 (powt.)       | 1.05.1924, Racecourse Ground, Wrexham, 8.000   | 13 | Wrexham                 |                  | Merthyr Town            |                                                            |     |                | 89 klubów                                                      |
| 1924/25                                                             |                   |                                                | 14 | Wrexham                 | 3:1              | Flint Town              | 29.04.1925, Racecourse Ground, Wrexham, 6.565              |     |                | 50+ klubów                                                     |
| 1925/26                                                             |                   |                                                | 1  | Ebbw Vale               | 3:2              | Swansea Town            | 29.04.1926, Welfare Ground, Ebbw Vale, 2.500               |     |                | 50+ klubów                                                     |
| 1926/27                                                             |                   |                                                | 5  | Cardiff City            | 2:0              | Rhyl Athletic           | 5.05.1927, Racecourse Ground, Wrexham, 9.690               |     |                | 50+ klubów                                                     |
| 1927/28                                                             |                   |                                                | 6  | Cardiff City            | 2:0              | Bangor Athletic         | 2.05.1928, Farrar Road, Bangor, 12.000                     |     |                | 50+ klubów                                                     |
| 1928/29                                                             |                   |                                                | 1  | Connah's Quay & Shotton | 3:0              | Cardiff City            | 1.05.1929, Racecourse Ground, Wrexham, 9.623               |     |                | 50+ klubów                                                     |
| 1929/30                                                             |                   |                                                | 7  | Cardiff City            | 0:0 pd.          | Rhyl Athletic           | 3.05.1930, Gay Meadow, Shrewsbury, 5.892                   |     |                | 50+ klubów                                                     |
| 1929/30                                                             | 4:2 (powt.)       | 8.10.1930, Racecourse Ground, Wrexham, 7.000   | 7  | Cardiff City            |                  | Rhyl Athletic           |                                                            |     |                | 50+ klubów                                                     |
| 1930/31                                                             |                   |                                                | 15 | Wrexham                 | 7:0              | Shrewsbury Town         | 27.04.1931, Racecourse Ground, Wrexham, 8.868              |     |                | 55 klubów                                                      |
| 1931/32                                                             |                   |                                                | 2  | Swansea Town            | 1:1              | Wrexham                 | 5.05.1932, Racecourse Ground, Wrexham, 8.300               |     |                | 52 kluby                                                       |
| 1931/32                                                             | 2:0 (powt.)       | 6.05.1932, Vetch Field, Swansea, 5.000         | 2  | Swansea Town            |                  | Wrexham                 |                                                            |     |                | 52 kluby                                                       |
| 1932/33                                                             |                   |                                                | 2  | Chester City            | 2:0              | Wrexham                 | 3.05.1933, Sealand Road, Chester, 15.000                   |     |                | 65 klubów                                                      |
| 1933/34                                                             |                   |                                                | 1  | Bristol City            | 1:1              | Tranmere Rovers         | 24.04.1934, Racecourse Ground, Wrexham, 4.922              |     |                | 60 klubów                                                      |
| 1933/34                                                             | 3:0 (powt.)       | 3.05.1934, Sealand Road, Chester, 4.000        | 1  | Bristol City            |                  | Tranmere Rovers         |                                                            |     |                | 60 klubów                                                      |
| 1934/35                                                             |                   |                                                | 1  | Tranmere Rovers         | 1:0              | Chester City            | 4.05.1935, Sealand Road, Chester, 10.000                   |     |                | 60 klubów                                                      |
| 1935/36                                                             |                   |                                                | 1  | Crewe Alexandra         | 2:0              | Chester City            | 30.04.1936, Racecourse Ground, Wrexham, 6.807              |     |                | 66 klubów                                                      |
| 1936/37                                                             |                   |                                                | 2  | Crewe Alexandra         | 1:1              | Rhyl Athletic           | 29.04.1937, Sealand Road, Chester, ?                       |     |                | 69 klubów                                                      |
| 1936/37                                                             | 3:1 (powt.)       | 5.05.1937, Sealand Road, Chester, ?            | 2  | Crewe Alexandra         |                  | Rhyl Athletic           |                                                            |     |                | 69 klubów                                                      |
| 1937/38                                                             |                   |                                                | 2  | Shrewsbury Town         | 2:2              | Swansea Town            | 4.05.1938, Gay Meadow, Shrewsbury, 14.500                  |     |                | 66 klubów                                                      |
| 1937/38                                                             | 2:1 (powt.)       | 19.09.1938, Gay Meadow, Shrewsbury, 8.000      | 2  | Shrewsbury Town         |                  | Swansea Town            |                                                            |     |                | 66 klubów                                                      |
| 1938/39                                                             |                   |                                                | 1  | South Liverpool         | 2:1              | Cardiff City            | 4.05.1939, Racecourse Ground, Wrexham, 5.000               |     |                | 61 klub                                                        |
| 1939/40                                                             |                   |                                                | 3  | Wellington Town         | 4:0              | Swansea Town            | 1.06.1940, Gay Meadow, Shrewsbury, 6.000                   |     |                | 59 klubów                                                      |
| 1941-1946                                                           |                   |                                                |    |                         |                  |                         |                                                            |     |                | nie rozgrywano z powodu II wojny światowej                     |
| 1946/47                                                             |                   |                                                | 3  | Chester City            | 0:0              | Merthyr Tydfil          | 5.06.1947, Ninian Park, Cardiff, 27.000                    |     |                | 64 kluby                                                       |
| 1946/47                                                             | 5:1 (powt.)       | 12.06.1947, Racecourse Ground, Wrexham, 11.190 | 3  | Chester City            |                  | Merthyr Tydfil          |                                                            |     |                | 64 kluby                                                       |
| 1947/48                                                             |                   |                                                | 1  | Lovell's Athletic       | 3:0              | Shrewsbury Town         | 22.04.1948, Racecourse Ground, Wrexham, 10.000             |     |                | 81 klub                                                        |
| 1948/49                                                             |                   |                                                | 1  | Merthyr Tydfil          | 2:0              | Swansea Town            | 5.05.1949, Ninian Park, Cardiff, 35.000                    |     |                | 86 klubów                                                      |
| 1949/50                                                             |                   |                                                | 3  | Swansea Town            | 4:1              | Wrexham                 | 24.04.1950, Ninian Park, Cardiff, 12.000                   |     |                | 84 kluby                                                       |
| 1950/51                                                             |                   |                                                | 2  | Merthyr Tydfil          | 1:1              | Cardiff City            | 7.05.1951, Vetch Field, Swansea, 12.000                    |     |                | 90 klubów                                                      |
| 1950/51                                                             | 3:2 (powt.)       | 17.05.1951, Vetch Field, Swansea, 18.000       | 2  | Merthyr Tydfil          |                  | Cardiff City            |                                                            |     |                | 90 klubów                                                      |
| 1951/52                                                             |                   |                                                | 1  | Rhyl                    | 4:3              | Merthyr Tydfil          | 24.04.1952, Ninian Park, Cardiff, 10.000                   |     |                | 88 klubów                                                      |
| 1952/53                                                             |                   |                                                | 2  | Rhyl                    | 2:1              | Chester City            | 27.04.1953, Farrar Road, Bangor, 8.500                     |     |                | 90 klubów                                                      |
| 1953/54                                                             |                   |                                                | 1  | Flint Town United       | 2:0              | Chester City            | 21.04.1954, Racecourse Ground, Wrexham, 15.584             |     |                | 87 klubów                                                      |
| 1954/55                                                             |                   |                                                | 1  | Barry Town              | 1:1              | Chester City            | 11.05.1955, Racecourse Ground, Wrexham, 6.766              |     |                | 81 klub                                                        |
| 1954/55                                                             | 4:2 (powt.)       | 14.05.1955, Ninian Park, Cardiff, 8.450        | 1  | Barry Town              |                  | Chester City            |                                                            |     |                | 81 klub                                                        |
| 1955/56                                                             |                   |                                                | 8  | Cardiff City            | 3:2              | Swansea Town            | 30.04.1956, Ninian Park, Cardiff, 37.500                   |     |                | 84 kluby                                                       |
| 1956/57                                                             |                   |                                                | 16 | Wrexham                 | 2:1              | Swansea Town            | 15.04.1957, Ninian Park, Cardiff, 10.000                   |     |                | 83 kluby                                                       |
| 1957/58                                                             |                   |                                                | 17 | Wrexham                 | 1:1              | Chester City            | 7.05.1958, Sealand Road, Chester, 7.742                    |     |                | 86 klubów                                                      |
| 1957/58                                                             | 2:1 (powt.)       | 10.05.1958, Racecourse Ground, Wrexham, 7.542  | 17 | Wrexham                 |                  | Chester City            |                                                            |     |                | 86 klubów                                                      |
| 1958/59                                                             |                   |                                                | 9  | Cardiff City            | 2:0              | Lovell's Athletic       | 30.04.1959, Somerton Park, Newport, ?                      |     |                | 77 klubów                                                      |
| 1959/60                                                             |                   |                                                | 18 | Wrexham                 | 1:1              | Cardiff City            | 2.05.1960, Ninian Park, Cardiff, ?                         |     |                | 69 klubów                                                      |
| 1959/60                                                             | 1:0 (powt.)       | 2.05.1960, Racecourse Ground, Wrexham, 11.172  | 18 | Wrexham                 |                  | Cardiff City            |                                                            |     |                | 69 klubów                                                      |
| 1960/61                                                             |                   |                                                | 4  | Swansea Town            | 3:1              | Bangor City             | 22.04.1961, Ninian Park, Cardiff, 5.938                    |     |                | 72 kluby                                                       |
| 1961/62                                                             |                   |                                                | 3  | Bangor City             | 3:0              | Wrexham                 | 16.04.1962, Racecourse Ground, Wrexham, 7.638              |     |                | 69 klubów                                                      |
| 1961/62                                                             | 0:2               | 30.04.1962, Farrar Road, Bangor, 7.500         | 3  | Bangor City             |                  | Wrexham                 |                                                            |     |                | 69 klubów                                                      |
| 1961/62                                                             | 3:1 (powt.)       | 7.05.1962, Belle Vue, Rhyl, 12.000             | 3  | Bangor City             |                  | Wrexham                 |                                                            |     |                | 69 klubów                                                      |
| 1962/63                                                             |                   |                                                | 1  | Borough United          | 2:1              | Newport County          | 27.05.1963, Nant-y-Coed, Llandudno Junction, 3.500         |     |                | 76 klubów                                                      |
| 1962/63                                                             | 0:0               | 30.05.1963, Somerton Park, Newport, 5.000      | 1  | Borough United          |                  | Newport County          |                                                            |     |                | 76 klubów                                                      |
| 1963/64                                                             |                   |                                                | 10 | Cardiff City            | 2:0              | Bangor City             | 27.04.1964, Farrar Road, Bangor, 8.500                     |     |                | 69 klubów                                                      |
| 1963/64                                                             | 1:3               | 29.04.1964, Ninian Park, Cardiff, 9.050        | 10 | Cardiff City            |                  | Bangor City             |                                                            |     |                | 69 klubów                                                      |
| 1963/64                                                             | 2:0 (powt.)       | 4.05.1964, Racecourse Ground, Wrexham, 10.014  | 10 | Cardiff City            |                  | Bangor City             |                                                            |     |                | 69 klubów                                                      |
| 1964/65                                                             |                   |                                                | 11 | Cardiff City            | 5:1              | Wrexham                 | 12.04.1965, Ninian Park, Cardiff, 7.412                    |     |                | 69 klubów                                                      |
| 1964/65                                                             | 0:1               | 26.04.1965, Racecourse Ground, Wrexham, 8.000  | 11 | Cardiff City            |                  | Wrexham                 |                                                            |     |                | 69 klubów                                                      |
| 1964/65                                                             | 3:0 (powt.)       | 26.04.1965, Gay Meadow, Shrewsbury, 7.480      | 11 | Cardiff City            |                  | Wrexham                 |                                                            |     |                | 69 klubów                                                      |
| 1965/66                                                             |                   |                                                | 5  | Swansea Town            | 3:0              | Chester                 | 18.04.1966, Vetch Field, Swansea, 9.614                    |     |                | 68 klubów                                                      |
| 1965/66                                                             | 0:1               | 25.04.1966, Sealand Road, Chester, 6.346       | 5  | Swansea Town            |                  | Chester                 |                                                            |     |                | 68 klubów                                                      |
| 1965/66                                                             | 2:1 (powt.)       | 2.05.1966, Sealand Road, Chester, 6.276        | 5  | Swansea Town            |                  | Chester                 |                                                            |     |                | 68 klubów                                                      |
| 1966/67                                                             |                   |                                                | 12 | Cardiff City            | 2:2              | Wrexham                 | 17.04.1967, Racecourse Ground, Wrexham, 11.473             |     |                | 71 klub                                                        |
| 1966/67                                                             | 2:1               | 3.05.1967, Ninian Park, Cardiff, 8.299         | 12 | Cardiff City            |                  | Wrexham                 |                                                            |     |                | 71 klub                                                        |
| 1967/68                                                             |                   |                                                | 13 | Cardiff City            | 0:2              | Hereford United         | 6.05.1968, Edgar Street, Hereford, 5.422                   |     |                | 67 klubów                                                      |
| 1967/68                                                             | 4:1               | 16.05.1968, Ninian Park, Cardiff, 6.036        | 13 | Cardiff City            |                  | Hereford United         |                                                            |     |                | 67 klubów                                                      |
| 1968/69                                                             |                   |                                                | 14 | Cardiff City            | 3:1              | Swansea City            | 22.04.1969, Vetch Field, Swansea, 10.207                   |     |                | 70 klubów                                                      |
| 1968/69                                                             | 2:0               | 29.04.1969, Ninian Park, Cardiff, 12.617       | 14 | Cardiff City            |                  | Swansea City            |                                                            |     |                | 70 klubów                                                      |
| 1969/70                                                             |                   |                                                | 15 | Cardiff City            | 1:0              | Chester                 | 8.05.1970, Sealand Road, Chester, 3.087                    |     |                | 72 kluby                                                       |
| 1969/70                                                             | 4:0               | 13.05.1970, Ninian Park, Cardiff, 5.567        | 15 | Cardiff City            |                  | Chester                 |                                                            |     |                | 72 kluby                                                       |
| 1970/71                                                             |                   |                                                | 16 | Cardiff City            | 1:0              | Wrexham                 | 10.05.1971, Racecourse Ground, Wrexham, 14.101             |     |                | 61 klub                                                        |
| 1970/71                                                             | 3:1               | 12.05.1971, Ninian Park, Cardiff, 7.000        | 16 | Cardiff City            |                  | Wrexham                 |                                                            |     |                | 61 klub                                                        |
| 1971/72                                                             |                   |                                                | 19 | Wrexham                 | 2:1              | Cardiff City            | 8.05.1972, Racecourse Ground, Wrexham, 6.984               |     |                | 74 klubów                                                      |
| 1971/72                                                             | 1:1               | 12.05.1972, Ninian Park, Cardiff, 6.508        | 19 | Wrexham                 |                  | Cardiff City            |                                                            |     |                | 74 klubów                                                      |
| 1972/73                                                             |                   |                                                | 17 | Cardiff City            | 0:1              | Bangor City             | 4.04.1973, Farrar Road, Bangor, 5.005                      |     |                | 68 klubów                                                      |
| 1972/73                                                             | 5:0               | 11.04.1973, Ninian Park, Cardiff, 4.679        | 17 | Cardiff City            |                  | Bangor City             |                                                            |     |                | 68 klubów                                                      |
| 1973/74                                                             |                   |                                                | 18 | Cardiff City            | 1:0              | Stourbridge             | 24.04.1974, War Memorial Athletic Ground, Amblecote, 5.726 |     |                | 75 klubów                                                      |
| 1973/74                                                             | 1:0               | 24.04.1974, Ninian Park, Cardiff, 4.000        | 18 | Cardiff City            |                  | Stourbridge             |                                                            |     |                | 75 klubów                                                      |
| 1974/75                                                             |                   |                                                | 20 | Wrexham                 | 2:1              | Cardiff City            | 5.05.1975, Racecourse Ground, Wrexham, 6.862               |     |                | 82 kluby                                                       |
| 1974/75                                                             | 3:1               | 12.05.1975, Ninian Park, Cardiff, 3.280        | 20 | Wrexham                 |                  | Cardiff City            |                                                            |     |                | 82 kluby                                                       |
| 1975/76                                                             |                   |                                                | 19 | Cardiff City            | 3:3              | Hereford United         | 18.05.1976, Edgar Street, Hereford, 3.709                  |     |                | 80 klubów                                                      |
| 1975/76                                                             | 3:2               | 19.05.1976, Ninian Park, Cardiff, 2.648        | 19 | Cardiff City            |                  | Hereford United         |                                                            |     |                | 80 klubów                                                      |
| 1976/77                                                             |                   |                                                | 3  | Shrewsbury Town         | 1:2              | Cardiff City            | 16.05.1977, Ninian Park, Cardiff, 3.178                    |     |                | 89 klubów                                                      |
| 1976/77                                                             | 3:0               | 18.05.1977, Gay Meadow, Shrewsbury, 2.907      | 3  | Shrewsbury Town         |                  | Cardiff City            |                                                            |     |                | 89 klubów                                                      |
| 1977/78                                                             |                   |                                                | 21 | Wrexham                 | 2:1              | Bangor City             | 7.05.1978, Farrar Road, Bangor, 10.000                     |     |                | 82 kluby                                                       |
| 1977/78                                                             | 1:0               | 9.05.1978, Racecourse Ground, Wrexham, 13.959  | 21 | Wrexham                 |                  | Bangor City             |                                                            |     |                | 82 kluby                                                       |
| 1978/79                                                             |                   |                                                | 4  | Shrewsbury Town         | 1:1              | Wrexham                 | 21.05.1979, Racecourse Ground, Wrexham, 6.174              |     |                | 86 klubów                                                      |
| 1978/79                                                             | 1:0               | 24.05.1979, Gay Meadow, Shrewsbury, 8.889      | 4  | Shrewsbury Town         |                  | Wrexham                 |                                                            |     |                | 86 klubów                                                      |
| 1979/80                                                             |                   |                                                | 1  | Newport County          | 2:1              | Shrewsbury Town         | 6.05.1980, Somerton Park, Newport, 9.950                   |     |                | 86 klubów                                                      |
| 1979/80                                                             | 3:0               | 12.05.1980, Gay Meadow, Shrewsbury, 8.993      | 1  | Newport County          |                  | Shrewsbury Town         |                                                            |     |                | 86 klubów                                                      |
| 1980/81                                                             |                   |                                                | 6  | Swansea City            | 1:0              | Hereford United         | 4.05.1981, Vetch Field, Swansea, 13.182                    |     |                | 84 kluby                                                       |
| 1980/81                                                             | 1:1               | 11.05.1981, Edgar Street, Hereford, 7.038      | 6  | Swansea City            |                  | Hereford United         |                                                            |     |                | 84 kluby                                                       |
| 1981/82                                                             |                   |                                                | 7  | Swansea City            | 0:0              | Cardiff City            | 11.05.1982, Ninian Park, Cardiff, 11.960                   |     |                | 74 kluby                                                       |
| 1981/82                                                             | 2:1               | 19.05.1982, Vetch Field, Swansea, 15.828       | 7  | Swansea City            |                  | Cardiff City            |                                                            |     |                | 74 kluby                                                       |
| 1982/83                                                             |                   |                                                | 8  | Swansea City            | 2:1              | Wrexham                 | 10.05.1983, Racecourse Ground, Wrexham, 2.295              |     |                | 74 kluby                                                       |
| 1982/83                                                             | 2:0               | 17.05.1983, Vetch Field, Swansea, 5.630        | 8  | Swansea City            |                  | Wrexham                 |                                                            |     |                | 74 kluby                                                       |
| 1983/84                                                             |                   |                                                | 5  | Shrewsbury Town         | 2:1              | Wrexham                 | 18.05.1984, Gay Meadow, Shrewsbury, 2.607                  |     |                | 81 klub                                                        |
| 1983/84                                                             | 0:0               | 25.05.1984, Racecourse Ground, Wrexham, 3.148  | 5  | Shrewsbury Town         |                  | Wrexham                 |                                                            |     |                | 81 klub                                                        |
| 1984/85                                                             |                   |                                                | 6  | Shrewsbury Town         | 3:1              | Bangor City             | 14.05.1985, Gay Meadow, Shrewsbury, 1.507                  |     |                | 83 kluby                                                       |
| 1984/85                                                             | 2:0               | 19.05.1985, Farrar Road, Bangor, 1.800         | 6  | Shrewsbury Town         |                  | Bangor City             |                                                            |     |                | 83 kluby                                                       |
| 1985/86                                                             |                   |                                                | 22 | Wrexham                 | 1:1 pd.          | Kidderminster Harriers  | 18.05.1986, Racecourse Ground, Wrexham, 5.035              |     |                | 81 klub                                                        |
| 1985/86                                                             | 2:1 (powt.)       | 21.05.1986, Aggborough, Kidderminster, 4.304   | 22 | Wrexham                 |                  | Kidderminster Harriers  |                                                            |     |                | 81 klub                                                        |
| 1986/87                                                             |                   |                                                | 3  | Merthyr Tydfil          | 2:2 pd.          | Newport County          | 17.05.1987, Ninian Park, Cardiff, 7.000                    |     |                | 86 klubów                                                      |
| 1986/87                                                             | 1:0 (powt.)       | 21.05.1987, Ninian Park, Cardiff, 6.010        | 3  | Merthyr Tydfil          |                  | Newport County          |                                                            |     |                | 86 klubów                                                      |
| 1987/88                                                             |                   |                                                | 20 | Cardiff City            | 2:0              | Wrexham                 | 18.05.1988, Vetch Field, Swansea, 5.465                    |     |                | 93 kluby                                                       |
| 1988/89                                                             |                   |                                                | 9  | Swansea City            | 5:0              | Kidderminster Harriers  | 21.05.1989, Vetch Field, Swansea, 5.100                    |     |                | 94 kluby                                                       |
| 1989/90                                                             |                   |                                                | 1  | Hereford United         | 2:1              | Wrexham                 | 13.05.1990, National Stadium, Cardiff, 4.182               |     |                | 97 klubów                                                      |
| 1990/91                                                             |                   |                                                | 10 | Swansea City            | 2:0              | Wrexham                 | 19.05.1991, National Stadium, Cardiff, 5.000               |     |                | 99 klubów                                                      |
| 1991/92                                                             |                   |                                                | 21 | Cardiff City            | 1:0              | Hednesford Town         | 7.05.1992, National Stadium, Cardiff, 10.300               |     |                | 102 kluby                                                      |
| 1992/93                                                             |                   |                                                | 22 | Cardiff City            | 5:0              | Rhyl                    | 16.05.1993, National Stadium, Cardiff, 16.443              |     |                | 104 kluby                                                      |
| 1993/94                                                             |                   |                                                | 2  | Barry Town              | 2:1              | Cardiff City            | 13.05.1994, National Stadium, Cardiff, 14.500              |     |                | 109 klubów                                                     |
| 1994/95                                                             |                   |                                                | 23 | Wrexham                 | 2:1              | Cardiff City            | 21.05.1995, National Stadium, Cardiff, 11.200              |     |                | 103 kluby                                                      |
| 1995/96                                                             |                   |                                                | 1  | Llansatffraid           | 3:3 pd. (k. 3:2) | Barry Town              | 19.05.1996, National Stadium, Cardiff, 2.666               |     |                | 96 klubów                                                      |
| 1996/97                                                             |                   |                                                | 3  | Barry Town              | 2:1              | Cwmbran Town            | 18.05.1997, Ninian Park, Cardiff, 1.560                    |     |                | 96 klubów                                                      |
| 1997/98                                                             |                   |                                                | 4  | Bangor City             | 1:1 pd. (k. 4:2) | Connah's Quay Nomads    | 10.05.1998, Racecourse Ground, Wrexham, 2.023              |     |                | 103 kluby                                                      |
| 1998/99                                                             |                   |                                                | 1  | Inter CableTel          | 1:1 pd. (k. 4:2) | Carmarthen Town         | 9.05.1999, Penydarren Park, Merthyr Tydfil, 1.100          |     |                | 89 klubów                                                      |
| 1999/00                                                             |                   |                                                | 5  | Bangor City             | 1:0              | Cwmbran Town            | 7.05.2000, Racecourse Ground, Wrexham, 1.125               |     |                | 92 kluby                                                       |
| 2000/01                                                             |                   |                                                | 4  | Barry Town              | 2:0              | Total Network Solutions | 25.05.2001, Racecourse Ground, Wrexham, 1.022              |     |                | 97 klubów                                                      |
| 2001/02                                                             |                   |                                                | 5  | Barry Town              | 4:1              | Bangor City             | 5.05.2002, Park Avenue, Aberystwyth, 2.256                 |     |                | 95 klubów                                                      |
| 2002/03                                                             |                   |                                                | 6  | Barry Town              | 2:2 pd. (k. 4:3) | Cwmbarn Town            | 11.05.2003, Stebonheath Park, Llanelli, 852                |     |                | 95 klubów                                                      |
| 2003/04                                                             |                   |                                                | 3  | Rhyl                    | 1:0 pd.          | Total Network Solutions | 9.05.2004, Latham Park, Newtown, 1.534                     |     |                | 81 klub                                                        |
| 2004/05                                                             |                   |                                                | 2  | Total Network Solutions | 1:0              | Carmarthen Town         | 8.05.2005, Stebonheath Park, Llanelli, 1.126               |     |                | 113 klubów                                                     |
| 2005/06                                                             |                   |                                                | 4  | Rhyl                    | 2:0              | Bangor City             | 7.05.2006, Racecourse Ground, Wrexham, 1.743               |     |                | 117 klubów                                                     |
| 2006/07                                                             |                   |                                                | 1  | Carmarthen Town         | 3:2              | Afan Lido               | 6.05.2007, Stebonheath Park, Llanelli, 946                 |     |                | 123 kluby                                                      |
| 2007/08                                                             |                   |                                                | 6  | Bangor City             | 4:2 pd.          | Llanelli                | 4.05.2008, Latham Park, Newtown, 1.510                     |     |                | 125 klubów                                                     |
| 2008/09                                                             |                   |                                                | 7  | Bangor City             | 2:0              | Aberystwyth Town        | 4.05.2009, Parc y Scarlets, Llanelli, 1.044                |     |                | 132 kluby                                                      |
| 2009/10                                                             |                   |                                                | 8  | Bangor City             | 3:2              | Port Talbot Town        | 1.05.2010, Parc y Scarlets, Llanelli, 1.303                |     |                | 131 klub                                                       |
| 2010/11                                                             |                   |                                                | 1  | Llanelli                | 4:1              | Bangor City             | 8.05.2011, Parc y Scarlets, Llanelli, 1.719                |     |                | 170 klubów                                                     |
| 2011/12                                                             |                   |                                                | 3  | The New Saints          | 2:0              | Cefn Druids             | 5.05.2012, Nanthporth Stadium, Bangor, 731                 |     |                | 190 klubów                                                     |
| 2012/13                                                             |                   |                                                | 1  | Prestatyn Town          | 3:1 pd.          | Bangor City             | 6.05.2013, Racecourse Ground, Wrexham, 1.732               |     |                | 182 kluby                                                      |
| 2013/14                                                             |                   |                                                | 4  | The New Saints          | 3:2              | Aberystwyth Town        | 3.05.2014, Racecourse Ground, Wrexham, 1.273               |     |                | 188 klubów                                                     |
| 2014/15                                                             |                   |                                                | 5  | The New Saints          | 2:0              | Newtown AFC             | 2.05.2015, Latham Park, Newtown, 1.579                     |     |                | 195 klubów                                                     |
| 2015/16                                                             |                   |                                                | 6  | The New Saints          | 2:0              | Airbus UK Broughton     | 2.05.2016, Racecourse Ground, Wrexham, 1.402               |     |                | 181 klub                                                       |
| 2016/17                                                             |                   |                                                | 1  | Bala Town               | 2:1              | The New Saints          | 30.04.2017, Bangor University Stadium, Bangor, 1.110       |     |                | 193 kluby                                                      |
| 2017/18                                                             |                   |                                                | 1  | Connah's Quay Nomads    | 4:1              | Aberystwyth Town        | 6.05.2018, Latham Park, Newtown, 1.455                     |     |                | 194 kluby                                                      |
| 2018/19                                                             |                   |                                                | 7  | The New Saints          | 3:0              | Connah's Quay Nomads    | 5.05.2019, The Rock, Wrexham, 1.256                        |     |                | 188 klubów                                                     |
| 2019/20                                                             |                   |                                                |    |                         |                  |                         |                                                            |     |                | 192 kluby, rozgrywek nie dokończono z powodu pandemii COVID-19 |
| 2020/21                                                             |                   |                                                |    |                         |                  |                         |                                                            |     |                | rozgrywek nie przeprowadzono z powodu pandemii COVID-19        |
| 2021/22                                                             |                   |                                                | 8  | The New Saints          | 3:2              | Pen-y-Bont              | 5.05.2022, Cardiff City Stadium, Cardiff, 2.417            |     |                | 243 kluby                                                      |
| 2022/23                                                             |                   |                                                | 9  | The New Saints          | 6:0              | Bala Town               | 30.04.2023, Bangor University Stadium, Bangor,             |     |                |                                                                |

Uwagi:
- wytłuszczono nazwy zespołów, które w tym samym roku wywalczyły mistrzostwo i Puchar kraju,
- kursywą oznaczone zespoły, które w meczu finałowym nie występowały w najwyższej klasie rozgrywkowej.
- skreślono rozgrywki nieoficjalne.

## Statystyki

### Klasyfikacja według klubów
W dotychczasowej historii oficjalnych rozgrywek o Puchar Walii na podium oficjalnie stawało w sumie 52 drużyny. Liderem klasyfikacji jest Wrexham, który zdobył 23 Puchary. Trzy przodujące kluby w klasyfikacji, które występują w angielskiej Football League, nie przystępują do rozgrywek o Puchar Walii od 1995 roku.
| Lp. | Klub                    | Zdobywca | Finalista | Lata triumfów |    |    | |
| --- | ----------------------- | -------- | --------- | --- | -- | -- | --- |
| Lp. | Klub                    | 1.       | Wrexham   | Lata triumfów | 23 | 22 | 1877/78, 1882/83, 1892/93, 1896/97, 1902/03, 1904/05, 1908/09, 1909/10, 1910/11, 1913/14, 1914/15, 1920/21, 1923/24, 1924/25, 1930/31, 1956/57, 1957/58, 1959/60, 1971/72, 1974/75, 1977/78, 1985/86, 1994/95 |
| 2.  | Cardiff City            | 22       | 10        | 1911/12, 1919/20, 1921/22, 1922/23, 1926/27, 1927/28, 1929/30, 1955/56, 1958/59, 1963/64, 1964/65, 1966/67, 1967/68, 1968/69, 1969/70, 1970/71, 1972/73, 1973/74, 1975/76, 1987/88, 1991/92, 1992/93 |    |    | |
| 3.  | Swansea City            | 10       | 8         | 1912/13, 1931/32, 1949/50, 1960/61, 1965/66, 1980/81, 1981/82, 1982/83, 1988/89, 1990/91 |    |    | |
| 4.  | The New Saints F.C.     | 9        | 4         | 1995/96, 2004/05, 2011/12, 2013/14, 2014/15, 2015/16, 2018/19, 2021/22, 2022/23 |    |    | |
| 5.  | Bangor City             | 8        | 10        | 1888/89, 1895/96, 1961/62, 1997/98, 1999/00, 2007/08, 2008/09, 2009/10 |    |    | |
| 6.  | Druids                  | 8        | 6         | 1879/80, 1880/81, 1881/82, 1884/85, 1885/86, 1897/98, 1898/99, 1903/04 |    |    | |
| 7.  | Shrewsbury Town         | 6        | 3         | 1890/91, 1937/38, 1976/77, 1978/79, 1983/84, 1984/85 |    |    | |
| 8.  | Barry Town              | 6        | 1         | 1954/55, 1993/94, 1996/97, 2000/01, 2001/02, 2002/03 |    |    | |
| 9.  | Chirk A.A.A.            | 5        | 1         | 1886/87, 1887/88, 1889/90, 1891/92, 1893/94 |    |    | |
| 10. | Rhyl                    | 4        | 4         | 1951/52, 1952/53, 2003/04, 2005/06 |    |    | |
| 11. | Chester City            | 3        | 10        | 1907/08, 1932/33, 1946/47 |    |    | |
| 12. | Merthyr Tydfil          | 3        | 2         | 1948/49, 1950/51, 1986/87 |    |    | |
| 13. | Wellington Town         | 3        | 0         | 1901/02, 1905/06, 1939/40 |    |    | |
| 14. | Newtown                 | 2        | 3         | 1878/79, 1894/95 |    |    | |
| 15. | Oswestry United         | 2        | 0         | 1900/01, 1906/07 |    |    | |
| 15. | Crewe Alexandra         | 2        | 0         | 1935/36, 1936/37 |    |    | |
| 17. | Aberystwyth Town        | 1        | 3         | 1899/00 |    |    | |
| 17. | Hereford United         | 1        | 3         | 1989/90 |    |    | |
| 19. | Connah's Quay & Shotton | 1        | 2         | 1928/29 |    |    | |
| 19. | Newport County          | 1        | 2         | 1979/80 |    |    | |
| 19. | Carmarthen Town         | 1        | 2         | 2006/07 |    |    | |
| 19. | Llanelli                | 1        | 2         | 2010/11 |    |    | |
| 19. | Connah's Quay Nomads    | 1        | 2         | 2017/18 |    |    | |
| 24. | Oswestry White Stars    | 1        | 1         | 1883/84 |    |    | |
| 24. | Tranmere Rovers         | 1        | 1         | 1929/30 |    |    | |
| 24. | Lovell's Athletic       | 1        | 1         | 1947/48 |    |    | |
| 24. | Flint Town United       | 1        | 1         | 1953/54 |    |    | |
| 24. | Bala Town               | 1        | 1         | 2016/17 |    |    | |
| 29. | Ebbw Vale               | 1        | 0         | 1925/26 |    |    | |
| 29. | Bristol City            | 1        | 0         | 1933/34 |    |    | |
| 29. | South Liverpool         | 1        | 0         | 1938/39 |    |    | |
| 29. | Borough United          | 1        | 0         | 1962/63 |    |    | |
| 29. | Inter Cardiff           | 1        | 0         | 1998/99 |    |    | |
| 29. | Prestatyn Town          | 1        | 0         | 2012/13 |    |    | |
| 35. | Aberdare Athletic       | 0        | 4         | |    |    | |
| 36. | Pontypridd              | 0        | 3         | |    |    | |
| 36. | Cwmbran Town            | 0        | 3         | |    |    | |
| 38. | Westminster Rovers      | 0        | 2         | |    |    | |
| 38. | Whitchurch              | 0        | 2         | |    |    | |
| 38. | Northwich Victoria      | 0        | 2         | |    |    | |
| 38. | Kidderminster Harriers  | 0        | 2         | |    |    | |
| 42. | Ruthin                  | 0        | 1         | |    |    | |
| 42. | Davenham                | 0        | 1         | |    |    | |
| 42. | Aberaman Athletic       | 0        | 1         | |    |    | |
| 42. | Ton Pentre              | 0        | 1         | |    |    | |
| 42. | Merthyr Town            | 0        | 1         | |    |    | |
| 42. | Flint Town              | 0        | 1         | |    |    | |
| 42. | Stourbridge             | 0        | 1         | |    |    | |
| 42. | Hednesford Town         | 0        | 1         | |    |    | |
| 42. | Afan Lido               | 0        | 1         | |    |    | |
| 42. | Port Talbot Town        | 0        | 1         | |    |    | |
| 42. | Pen-y-Bont              | 0        | 1         | |    |    | |

1. 1 2 3 4  Klub walijski występujący w angielskiej Football League.
2. ↑  Klub wystąpił w finałach zarówno pod nazwą Swansea Town jak i Swansea City.
3. ↑  Klub wystąpił w finale jako Llansantffraid.
4. ↑  kursywa – kluby nieistniejące

### Klasyfikacja według miast
| Miasto                             | Liczba tytułów | Drużyny                                                         |
| ---------------------------------- | -------------- | --------------------------------------------------------------- |
| Cardiff                            | 23             | Cardiff City F.C. (22), Inter Cardiff F.C. (1)                  |
| Wrexham                            | 23             | Wrexham F.C. (23)                                               |
| Swansea                            | 22             | Swansea City A.F.C. (10)                                        |
| Llansantffraid-ym-Mechain/Oswestry | 9              | The New Saints F.C. (9)                                         |
| Bangor                             | 8              | Bangor City F.C. (8)                                            |
| Ruabon                             | 8              | Cefn Druids A.F.C. (8)                                          |
| Barry                              | 6              | Barry Town F.C. (6)                                             |
| Shrewsbury                         | 6              | Shrewsbury Town F.C. (6)                                        |
| Chirk                              | 5              | Chirk AAA F.C. (5)                                              |
| Rhyl                               | 4              | Rhyl F.C. (4)                                                   |
| Chester                            | 3              | Chester City F.C. (3)                                           |
| Merthyr Tydfil                     | 3              | Merthyr Tydfil F.C. (3)                                         |
| Oswestry                           | 3              | Oswestry United F.C. (2), Oswestry White Stars F.C. (1)         |
| Telford                            | 3              | Wellington Town F.C. (3)                                        |
| Connah’s Quay                      | 2              | Connah's Quay & Shotton F.C. (1), Connah's Quay Nomads F.C. (1) |
| Crewe                              | 2              | Crewe Alexandra F.C. (2)                                        |
| Newport                            | 2              | Newport County A.F.C. (1), Lovell's Athletic F.C. (1)           |
| Newtown                            | 2              | Newtown A.F.C. (2)                                              |
| Aberystwyth                        | 1              | Aberystwyth Town F.C. (1)                                       |
| Bala                               | 1              | Bala Town F.C. (1)                                              |
| Birkenhead                         | 1              | Tranmere Rovers F.C. (1)                                        |
| Bristol                            | 1              | Bristol City F.C. (1)                                           |
| Carmarthen                         | 1              | Carmarthen Town A.F.C. (1)                                      |
| Ebbw Vale                          | 1              | Ebbw Vale F.C. (1)                                              |
| Flint                              | 1              | Flint Town United F.C. (1)                                      |
| Hereford                           | 1              | Hereford United F.C. (1)                                        |
| Liverpool                          | 1              | South Liverpool F.C. (1)                                        |
| Llandudno Junction                 | 1              | Borough United F.C. (1)                                         |
| Llanelli                           | 1              | Llanelli A.F.C. (1)                                             |
| Prestatyn                          | 1              | Prestatyn Town F.C. (1)                                         |